# 川崎草志
川崎草志（かわさき そうし、1961年7月1日 -）は日本の推理作家。愛媛県出身。

## 来歴
- 2001年、『長い腕』で第21回横溝正史ミステリ大賞受賞を受賞しデビュー
- 2012年、デビューから11年ぶりに『長い腕』の続編で自身の2作目となる『呪い唄 長い腕II』を出版

## 人物
- 京都大学理学部動物学科卒業
- セガ・エンタープライゼス、バーチャルゲームセンターなど、ゲーム制作会社に勤務。

## 作品リスト

### 長い腕シリーズ
- 長い腕（2001年5月 角川書店 / 2004年5月 角川文庫）
- 呪い唄 長い腕II（2012年9月 角川文庫）
- 弔い花 長い腕III（2014年3月 角川文庫）

### その他
- 疫神（2013年7月 角川書店）
- 誘神（2015年4月 角川書店）
- 署長・田中健一の憂鬱（2015年8月 光文社）
- 崖っぷち町役場（2016年11月 祥伝社）
- オールド・ゲーム（2017年1月 KADOKAWA）
- 署長・田中健一の幸運（2017年9月 光文社）
- 浜辺の銀河（2018年5月 祥伝社）